# オールド・ネイビー
オールド・ネイビー（Old Navy）は、ギャップ社傘下の衣料品小売店。

## 概要
1994年にカリフォルニア州に最初の店舗を開き、現在ではほぼ全米に店舗がある。特にニューヨーク市や、ミネソタ州ブルーミントン(モール・オブ・アメリカ)、ワシントン州シアトル、イリノイ州シカゴ、カリフォルニア州サンフランシスコには大規模な店舗がある。
傘下のほかのファッションブランドと同じような商品でも、より廉価なものを扱っている。女性ヒップホップ歌手のリル・キム (Lil Kim) などの若者向けのアーティストを広告に用いている。

## 日本における展開
総輸入元はギャップ・ジャパン。
2012年7月12日、東京・お台場のダイバーシティ東京プラザ内に、日本1号店を出店。北米以外では初の出店だった。"世界一楽しいファッションストア"をキャッチフレーズに、本国と同様の店内ディスプレイなどを採用している。
店舗数は53店舗まで拡大した。しかし、GAP社の経営戦略見直しに伴い、2017年1月に日本市場から撤退することが2016年5月19日に発表された。